# Рандалстаун
Ра́ндалстаун (англ. Randalstown, ирл. Baile Raghnail) — малый город района Антрим, находящийся в графстве Антрим Северной Ирландии.

## Демография
Рандалстаун определяется Northern Ireland Statistics and Research Agency (NISRA) как малый таун (то есть как город с населением от 10000 до 18000 человек).

## Известные жители
- Джон Бодкин Адамс (англ. John Bodkin Adams) родился в 1899 в Рандалстауне в протестантской секте Плимутские братья. В 1956 он был арестован за убийство двух пациентов, но суд признал его невиновным. Всего было выявлено 163 случая смерти пациентов Адамса при подозрительных обстоятельствах.[2]